# François Cluzet
François Cluzet (n. 21 septembrie 1955, Paris) este un actor francez de film și de teatru. El a avut ca actor o ascensiune relativ rapidă jucând în filme regizate de Claude Chabrol,  Bertrand Tavernier, și Robert Altman.

## Filmografie

### Cinema
- 1979 : Cocktail Molotov, regia Diane Kurys
- 1980 : Le Cheval d'orgueil de Claude Chabrol
- 1982 : Les Fantômes du chapelier de Claude Chabrol
- 1982 : Coup de foudre de Diane Kurys
- 1983 : Vară ucigașă (L’été meurtrier), regia Jean Becker
- 1983 : Vive la sociale ! de Gérard Mordillat
- 1984 : Les Enragés de Pierre-William Glenn
- 1985 : Autour de minuit ('Round Midnight) de Bertrand Tavernier
- 1985 : États d'âme de Jacques Fansten
- 1985 : Elsa, Elsa de Didier Haudepin
- 1985 : Rue du départ, de Tony Gatlif
- 1987 : Association de malfaiteurs  de Claude Zidi
- 1987 : Jaune revolver d'Olivier Langlois
- 1988 : Chocolat de Claire Denis
- 1988 : Force majeure de Pierre Jolivet
- 1988 : Une affaire de femmes de Claude Chabrol
- 1988 : Deux de Claude Zidi
- 1989 : Un tour de manège de Pierre Pradinas
- 1989 : Trop belle pour toi de Bertrand Blier
- 1989 : La Révolution française, de Robert Enrico
- 1991 : À demain de Didier Martiny
- 1992 : Sexes faibles de Serge Meynard
- 1992 : L'Instinct de l'ange de Richard Dembo
- 1994 : Le Vent du Wyoming de André Forcier
- 1994 : L’Enfer de Claude Chabrol
- 1994 : Prêt-à-porter de Robert Altman
- 1995 : Dialogue au sommet de Xavier Giannoli
- 1995 : French Kiss de Lawrence Kasdan
- 1995 : Le Hussard sur le toit de Jean-Paul Rappeneau
- 1995 : Les Apprentis de Pierre Salvadori
- 1996 : Enfants de salaud de Tonie Marshall
- 1996 : Le Silence de Rak de Christophe Loizillon
- 1997 : Le Déménagement d'Olivier Doran
- 1997 : Rien ne va plus de Claude Chabrol
- 1997 : La Voie est libre de Stéphane Clavier
- 1998 : L'Examen de minuit de Danièle Dubroux
- 1998 : Fin août, début septembre d'Olivier Assayas
- 1998 : Dolce Farniente de Nae Caranfil
- 2001 : L'Adversaire de Nicole Garcia
- 2002 : Mais qui a tué Pamela Rose ? d'Éric Lartigau
- 2002 : Janis et John de Samuel Benchetrit
- 2002 : France Boutique de Tonie Marshall
- 2003 : Quand je vois le soleil de Jacques Cortal
- 2003 : Je suis un assassin de Thomas Vincent
- 2004 : La Cloche a sonné de Bruno Herbulot
- 2006 : Quatre étoiles de Christian Vincent
- 2006 : Ne le dis à personne de Guillaume Canet
- 2007 : Ma Place au soleil de Eric de Montalier
- 2007 : La Vérité ou presque de Sam Karmann
- 2007 : Détrompez-vous de Bruno Dega
- 2008 : Les Liens du Sang de Jacques Maillot
- 2008 : Paris de Cédric Klapisch
- 2009 : À l'origine de Xavier Giannoli
- 2009 : Le Dernier pour la route de Philippe Godeau
- 2010 : Blanc comme neige de Christophe Blanc
- 2010 : Les Petits Mouchoirs de Guillaume Canet
- 2011 : Mon père est femme de ménage de Saphia Azzeddine
- 2011 : L'art d'aimer d'Emmanuel Mouret
- 2011 : Intouchables de Eric Toledano et Olivier Nakache

### Televiziune
- 1979 : Le Journal de Philippe Lefebvre
- 1980 : Chère Olga de Philippe Condroyer
- 1981 : Le gros oiseau de Jean-Michel Ribes
- 1981 : Le Boulanger de Suresnes de Jean-Jacques Goron
- 1982 : Paris Saint Lazare, série télévisée
- 1983 : Julien Fontanes, magistrat, série télévisée (1 épisode)
- 1983 : Un manteau de chinchilla de Claude Othnin-Girard
- 1984 : Le bout du lac de Jean-Jacques Lagrange
- 1984 : La mèche en bataille de Bernard Dubois
- 1984 : Manipulations de Marco Pico
- 1984 : Aveugle, que veux-tu ? de Juan Buñuel
- 1988 : Sueurs froides, série télévisée (1 épisode)
- 1993 : Lucas de Nadine Trintignant
- 1996 : L'huile sur le feu de Jean-Daniel Verhaeghe
- 1998 : Le goût des fraises de Frank Cassenti
- 2000 : L'Algérie des chimères de François Luciani
- 2000 : Les enfants du printemps de Marco Pico
- 2002 : La Famille Guérin, série télévisée
- 2005 : Vénus et Apollon, série télévisée (1 épisode)